# Ernuszt József
Gerdovcsáki dr. Ernuszt József Antal Félix (Olad, 1862. március 28. – Szombathely, 1916. augusztus 7.) jogász, Vas vármegye főispánja.

## Élete
1834-ben nemességet kapott család sarja, édesapja Ernuszt Kelemen főispán, édesanyja Kéthelyi Ida. Gimnáziumi tanulmányait Sopronban, Kőszegen, majd pedig Budapesten végezte. Ezt követően jogot hallgatott a fővárosban, majd előbb jogtudományi vizsgát tett, később pedig az állam- és jogtudományok doktorává avatták.
1884. augusztus 18-án kezdte pályáját, mint közigazgatási gyakornok, s mint ilyent, Radó Kálmán főispán tiszteletbeli aljegyzővé nevezte ki. 1888-ban önkéntesként szolgált a 11. számú dragonyos ezredben, majd a 2. számú huszárezred tartalékos hadnagyává nevezték ki. Később ugyanott főhadnagy lett.
1895-ig Sopron vármegyei birtokain gazdálkodott, majd 1896-ban Szombathelyre költözött. A város életében jelentős szerepett vitt, elnöke lett a sportegyletnek, a Nemzeti Szövetségnek, a városi kaszinónak, de több más szociális célzatú mozgalomban is tevékenyen részt vett. 1904-ben Vas vármegye főispáni székébe iktatták be, de nem sokáig tartotta meg pozícióját, mert a Fejérváry-kormány megalakulásakor beadta a lemondását. Ekkor azonban Kristóffy József belügyminiszter felkérte, hogy ideiglenesen továbbra is lássa el hivatalát. E felkérésnek Ernuszt eleget tett annak ellenére is, hogy pártállása a kormányéval ellentétes volt, és kijelentette, hogy csak addig marad posztján, amíg a vármegye bizalmát élvezi. Mivel a vármegye törvényhatósági bizottsága semleges választ adott a bizalom kérdésének felvetésekor, Ernuszt felkérte a belügyminisztert lemondásának sürgős elfogadására. 1906-os távozása után visszavonult, 1916-ban szívinfarktus okozta halálát.

### Családja
1890-ben feleségül vette mesterházi Mesterházy Ilonát, aki három leányt szült neki:
- Mária (1891–1916); férje: chernelházi Chernel Gusztáv (1884–1964)
- Karolina (1893–1968); férje: szirmabessenyői Szirmay Géza (1891–1977)
- Aranka